# Meihekou
Meihekou, tidigare stavat Meihokow, är en stad på häradsnivå som lyder under Tonghuas stad på prefekturnivå i Jilin-provinsen i nordöstra Kina. Den ligger omkring 160 kilometer söder om provinshuvudstaden Changchun.